# 석우로
석우로(昔于老, ? ~ 249년 또는 253년)는 신라 초기의 왕족, 군인으로 내해 이사금의 아들이자, 흘해 이사금의 아버지이다. 삼국사기에 열전이 남아 있다.
조분 이사금 때 김천 감문국을 정벌하고, 첨해 이사금 때에는 8개 소국을 병합했다. 관직이 이찬, 대장군, 서불한을 역임했다. 왜국의 왕을 잡아서 소금쟁이로 삼겠다는 농담을 했다가 왜군에 끌려가 화형당했다.

## 생애

### 어린 시절
내해 이사금 혹은 각간 수로(水老)의 아들이라 한다.

### 정복 활동
230년 내해 이사금이 죽고, 석우로의 삼촌 혹은 친족인 조분 이사금이 왕위에 올랐다. 이듬해 이찬, 대장군이 되어 현재 김천시 개령군에 해당하는 감문국(甘文國)을 병합하였다.
233년 7월에는 왜인이 쳐들어오자, 사도(沙道)로 나아가 화공으로 이를 물리쳤다.
242년 정월에는 서불한에 올라, 군정을 담당하였다. 이듬해에 고구려가 북방을 쳐들어와 이를 상대하였으나 이기지 못하고, 마두책(馬頭柵)을 방어하였다. 당시 우로가 일일이 병사들을 찾아 격려하니, 모두가 우로를 우러러 보았다.
조분 이사금이 죽고, 조분 이사금의 동생 첨해 이사금이 등극했을 때, 현재의 상주시에 해당하는 사량벌국(沙梁伐國)이 백제로 배반하였다. 이에 우로는 군사를 이끌고 이를 토벌하였다. 사벌국 혹은 사량벌국을 정벌하면서 인근 8개의 소국도 함께 정복하였다.

### 최후
첨해 이사금 7년인 253년에 왜국 사신 갈나고(葛那古)가 찾아왔다. 사신과 이야기를 나누던 우로는 갈나고를 희롱하며, "조만간 너희 왕을 소금장이로 삼겠다"고 하였다. 이에 왜왕이 노하여 신라를 공격하였다. 이에 우로는 "지금 일은 내가 말을 잘못한 탓이다."라며 왜군을 찾아갔다.
우로가 왜인들에게 당시 일이 농담이었다고 해명하였으나, 왜인들은 우로를 붙잡아 불에 태워 죽였다.

### 사후
이후 첨해 이사금이 죽고 미추 이사금 때, 왜국이 사신을 파견했다. 석우로의 아내가 이사금에게 청하여 스스로 사신을 대접하였다. 사신이 취하자 그녀는 사신을 불에 태워 죽여 우로의 원한을 갚았다. 이에 왜인들이 금성을 공격했으나 이기지 못하고 돌아갔다.
한편, 삼국사기 첨해 이사금조에는 백제와의 전쟁 기록이 없고, 왜인이 침입하여 석우로를 죽인 일은 재위 3년인 249년 여름의 일로 기록되어 있다.
훗날 석우로의 아들이 흘해 이사금이 되었는데, 우로가 죽을 당시에는 갓난 아기였다고 한다. 그러나 흘해 이사금은 310년에 즉위하여 356년에 사망한다. 흘해 이사금이 이때 태어났다면 즉위 당시 61세 혹은 57세로 즉위하여 46년을 재위한 것이 된다.

## 가족 관계
- 아버지 : 내해 이사금
- 부인 : 명원부인, 조분 이사금과 아이혜부인의 딸
  - 아들 : 흘해 이사금

### 가계도
|                         |                         |                         |                         |                         |                         |  |  |  |  |  |  |                       |                       |                       |                       |                       |                       |  |  | 내해 이사금 奈解 泥師今 |                         |                         |                         |                         |                         |  |  |               |               |               |               |               |               |  |  |
|                         |                         |                         |                         |                         |                         |  |  |  |  |  |  |                       |                       |                       |                       |                       |                       |  |  |                         |                         |                         |                         |                         |                         |  |  |               |               |               |               |               |               |  |  |
|                         |                         |                         |                         |                         |                         |  |  |  |  |  |  |                       |                       |                       |                       |                       |                       |  |  |                         |                         |                         |                         |                         |                         |  |  |               |               |               |               |               |               |  |  |
| 조분 이사금 助賁 泥師今 | 조분 이사금 助賁 泥師今 | 조분 이사금 助賁 泥師今 | 조분 이사금 助賁 泥師今 | 조분 이사금 助賁 泥師今 | 조분 이사금 助賁 泥師今 |  |  |  |  |  |  | 아이혜부인 阿爾兮夫人 | 아이혜부인 阿爾兮夫人 | 아이혜부인 阿爾兮夫人 | 아이혜부인 阿爾兮夫人 | 아이혜부인 阿爾兮夫人 | 아이혜부인 阿爾兮夫人 |  |  | 석이음 昔利音           | 석이음 昔利音           | 석이음 昔利音           | 석이음 昔利音           | 석이음 昔利音           | 석이음 昔利音           |  |  | 석우로 昔于老 | 석우로 昔于老 | 석우로 昔于老 | 석우로 昔于老 | 석우로 昔于老 | 석우로 昔于老 |  |  |
| 조분 이사금 助賁 泥師今 | 조분 이사금 助賁 泥師今 | 조분 이사금 助賁 泥師今 | 조분 이사금 助賁 泥師今 | 조분 이사금 助賁 泥師今 | 조분 이사금 助賁 泥師今 |  |  |  |  |  |  | 아이혜부인 阿爾兮夫人 | 아이혜부인 阿爾兮夫人 | 아이혜부인 阿爾兮夫人 | 아이혜부인 阿爾兮夫人 | 아이혜부인 阿爾兮夫人 | 아이혜부인 阿爾兮夫人 |  |  | 석이음 昔利音           | 석이음 昔利音           | 석이음 昔利音           | 석이음 昔利音           | 석이음 昔利音           | 석이음 昔利音           |  |  | 석우로 昔于老 | 석우로 昔于老 | 석우로 昔于老 | 석우로 昔于老 | 석우로 昔于老 | 석우로 昔于老 |  |  |
|                         |                         |                         |                         |                         |                         |  |  |  |  |  |  |                       |                       |                       |                       |                       |                       |  |  |                         |                         |                         |                         |                         |                         |  |  |               |               |               |               |               |               |  |  |
|                         |                         |                         |                         |                         |                         |  |  |  |  |  |  |                       |                       |                       |                       |                       |                       |  |  |                         |                         |                         |                         |                         |                         |  |  |               |               |               |               |               |               |  |  |
|                         |                         |                         |                         |                         |                         |  |  |  |  |  |  |                       |                       |                       |                       |                       |                       |  |  |                         |                         |                         |                         |                         |                         |  |  |               |               |               |               |               |               |  |  |
| 석걸숙 昔乞淑           | 석걸숙 昔乞淑           | 석걸숙 昔乞淑           | 석걸숙 昔乞淑           | 석걸숙 昔乞淑           | 석걸숙 昔乞淑           |  |  |  |  |  |  | 명원부인 命元夫人     | 명원부인 命元夫人     | 명원부인 命元夫人     | 명원부인 命元夫人     | 명원부인 命元夫人     | 명원부인 命元夫人     |  |  |                         |                         |                         |                         |                         |                         |  |  |               |               |               |               |               |               |  |  |
| 석걸숙 昔乞淑           | 석걸숙 昔乞淑           | 석걸숙 昔乞淑           | 석걸숙 昔乞淑           | 석걸숙 昔乞淑           | 석걸숙 昔乞淑           |  |  |  |  |  |  | 명원부인 命元夫人     | 명원부인 命元夫人     | 명원부인 命元夫人     | 명원부인 命元夫人     | 명원부인 命元夫人     | 명원부인 命元夫人     |  |  |                         |                         |                         |                         |                         |                         |  |  |               |               |               |               |               |               |  |  |
|                         |                         |                         |                         |                         |                         |  |  |  |  |  |  |                       |                       |                       |                       |                       |                       |  |  |                         |                         |                         |                         |                         |                         |  |  |               |               |               |               |               |               |  |  |
| 기림 이사금 基臨 泥師今 | 기림 이사금 基臨 泥師今 | 기림 이사금 基臨 泥師今 | 기림 이사금 基臨 泥師今 | 기림 이사금 基臨 泥師今 | 기림 이사금 基臨 泥師今 |  |  |  |  |  |  |                       |                       |                       |                       |                       |                       |  |  | 흘해 이사금 訖解 泥師今 | 흘해 이사금 訖解 泥師今 | 흘해 이사금 訖解 泥師今 | 흘해 이사금 訖解 泥師今 | 흘해 이사금 訖解 泥師今 | 흘해 이사금 訖解 泥師今 |  |  |               |               |               |               |               |               |  |  |

## 같이 보기
- 석수로
- 조분 이사금
- 아이혜부인
- 흘해 이사금
- 사벌국
- 감문국

## 참고 문헌
- 김부식 (1145). 〈권02 조분 이사금 條,  권45 석우로(昔于老) 條〉. 《삼국사기》.
- 한국콘텐츠진흥원 > 디지털 삼국유사 사전, 박물지 시범개발 > 우로음각간